# مقاطعة ميرسير (داكوتا الشمالية)
ميرسير (بالإنجليزية: Mercer)‏ هي إحدى مقاطعات ولاية داكوتا الشمالية في الولايات المتحدة الأمريكية.